# Bound for Glory (2021)
Bound for Glory 2021 fue la decimoséptima edición de Bound for Glory, un evento pago por visión de lucha libre profesional producido por Impact Wrestling. Tuvo lugar el 23 de octubre de 2021 en el Sam's Town Live en Sunrise Manor, Nevada. Este fue el cuarto y último evento pago por visión de IW en 2021. Este fue el primer evento de Impact que se celebró fuera del Nashville, Tennessee desde el inicio de la pandemia de COVID-19 en marzo de 2020.
El evento contó con luchadores de las empresas asociadas de Impact: All Elite Wrestling (AEW), Lucha Libre AAA Worldwide (AAA) de México y New Japan Pro-Wrestling de Japón (NJPW).

## Producción
El 17 de julio de 2021, en Slammiversary, se anunció que Bound for Glory se llevaría a cabo el 23 de octubre de 2021.

## Antecedentes
En Victory Road, después de que Christian Cage retuviera con éxito el Campeonato Mundial de Impact contra Ace Austin, el Campeón de la División X de Impact Josh Alexander, quien anteriormente defendió el título contra Chris Sabin, se acercó a Cage e invocó la "Opción C". Alexander se enfrentaría a Cage por el dicho título en Bound for Glory .

## Resultados
- Pre-show: Jordynne Grace (con Rachael Ellering) derrotó a Chelsea Green, John Skyler, Crazzy Steve (con Black Taurus), Fallah Bahh y Madison Rayne (con Kaleb with a K) y ganó el Campeonato de los Medios Digitales de Impact.
  - Grace cubrió a Skyler después de un «Fall From Grace».
- The IInspiration (Cassie Lee & Jessie McKay) derrotaron a Decay (Havok & Rosemary) y ganaron el Campeonato Knockouts en Parejas de Impact.
  - Lee cubrió a Rosemary después de un «Magic Killer».
  - Este fue el debut de The IInspiration en Impact.
- Trey derrotó a Steve Maclin y El Phantasmo y ganó el Campeonato de la División X de Impact.
  - Trey cubrió a El Phantasmo después de un «Meteora».
- Heath & Rhino derrotaron a Violent by Design (Joe Doering & Deaner) (con Eric Young).
  - Rhino cubrió a Deaner después de un «Gore».
- Moose derrotó a Matt Cardona y ganó el Call Your Shot Gauntlet Match y una oportunidad por cualquier campeonato de su elección. 
  - Moose cubrió a Cardona después de un «Spear».
  - Morrissey fue el último en ingresar, mientras que Sabin fue el primero en ingresar.
- The Good Brothers (Doc Gallows & Karl Anderson) derrotaron a FinJuice (David Finlay & Juice Robinson) y Bullet Club (Chris Bey & Hikuleo) y retuvieron el Campeonato Mundial en Parejas de Impact.
  - Anderson cubrió a Bey después de un «Frog Splash» de Robinson.
- Mickie James derrotó a Deonna Purrazzo y ganó el Campeonato Knockouts de Impact.
  - James cubrió a Purrazzo después de un «Mickie-DT».
  - El Campeonato Reina de Reinas de AAA de Purrazzo no estuvo en juego.
- Josh Alexander derrotó a Christian Cage y ganó el Campeonato Mundial de Impact
  - Alexander forzó a Cage a rendirse con un «Ankle Lock».
  - Alexander invocó la "Opción C" por el título.
- Moose derrotó a Josh Alexander  y ganó el Campeonato Mundial de Impact.
  - Moose cubrió a Alexander después de un «Spear».
  - Moose canjeó su opción de Call Your Shot Gauntlet Match.

## Call Your Shot Gauntlet: entradas y eliminaciones

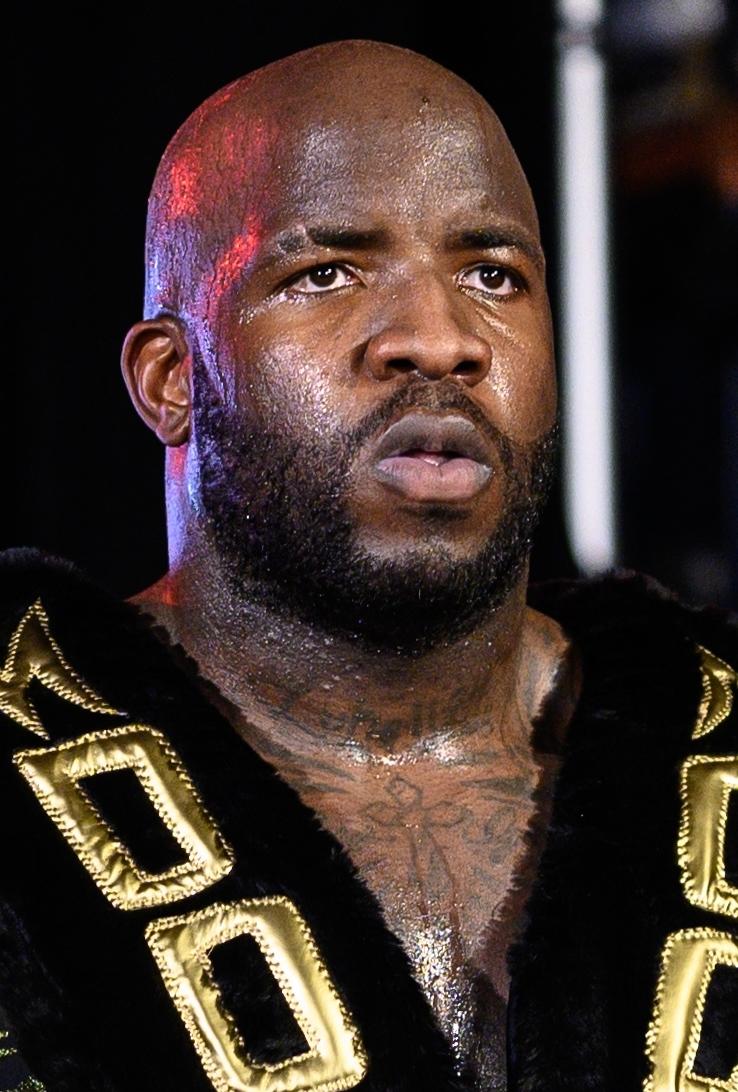
Moose, tercer ganador del Call Your Shot Gauntlet Match.

El color turquesa ██ indica las luchadoras de la división Knockouts, y gris ██ indica los luchadores que son agentes libres.
| N.º | Entrada          | Orden | Eliminado por          | Eliminaciones |
| --- | ---------------- | ----- | ---------------------- | ------------- |
| 1   | Chris Sabin      | 16    | Moose y Morrissey      | 2             |
| 2   | Rocky Romero     | 1     | Raju                   | 0             |
| 3   | Madman Fulton    | 2     | Sabin, Ellering y Raju | 0             |
| 4   | Rohit Raju       | 14    | Moose y Morrissey      | 2             |
| 5   | Tasha Steelz     | 6     | Melina                 | 1             |
| 6   | Rachael Ellering | 4     | Steelz                 | 2             |
| 7   | Savannah Evans   | 3     | Ellering               | 0             |
| 8   | Johnny Swinger   | 5     | The Demon              | 0             |
| 9   | Melina           | 7     | Myers                  | 1             |
| 10  | The Demon        | 9     | Austin                 | 1             |
| 11  | Brian Myers      | 8     | Beale                  | 1             |
| 12  | Matt Cardona     | 19    | Moose                  | 0             |
| 13  | Laredo Kid       | 11    | Edwards                | 0             |
| 14  | Sam Beale        | 10    | Moose                  | 1             |
| 15  | Rich Swann       | 17    | Moose y Morrissey      | 0             |
| 16  | Ace Austin       | 15    | Sabin                  | 1             |
| 17  | Moose            | —     | Ganador                | 6             |
| 18  | Eddie Edwards    | 13    | Morrissey              | 1             |
| 19  | Alisha Edwards   | 12    | Morrissey              | 0             |
| 20  | W. Morrissey     | 18    | Moose                  | 5             |